# Rules
Rules är The Whitest Boy Alives andra studioalbum, utgivet 2009.

## Låtlista

### CD-utgåvan
1. "Keep a Secret" - 4:08
2. "Intentions" - 3:39
3. "Courage" - 4:23
4. "Timebomb" - 3:44
5. "Rollercoaster Ride" - 2:40
6. "High on the Heels" - 3:20
7. "1517" - 3:41
8. "Gravity" - 3:49
9. "Promise Less or Do More" - 4:18
10. "Dead End" - 3:23
11. "Island" - 7:04

### Vinylutgåvan

#### Sida A
1. "Courage" - 4:23
2. "Gravity" - 3:49
3. "Promise Less or Do More" - 4:18
4. "Island" - 7:04
5. "Rollercoaster Ride" - 2:40

#### Sida B
1. "Dead End" - 3:23
2. "Keep a Secret" - 4:08
3. "High on the Heels" - 3:20
4. "Intentions" - 3:39
5. "Timebomb" - 3:44
6. "1517" - 3:41